# 南長島町
南長島町（みなみながしまちょう）は、愛知県名古屋市中区の地名。

## 歴史

### 沿革
- 1871年（明治4年）9月29日 - 愛知郡南長島町として成立[1][5]。
- 1878年（明治11年）12月20日 - 名古屋区成立に伴い、同区南長島町となる[5]。
- 1889年（明治22年）10月1日 - 名古屋市成立に伴い、同市南長島町となる[5]。
- 1908年（明治41年）4月1日 - 中区成立に伴い、同区南長島町となる[1]。
- 1936年（昭和11年）1月1日 - 一部が広小路通に編入される[5]。
- 1944年（昭和19年）2月11日 - 栄区成立に伴い、同区南長島町となる[1]。
- 1945年（昭和20年）11月3日 - 栄区廃止に伴い、中区南長島町となる[1]。
- 1963年（昭和38年）3月20日 - 2丁目の各一部が白川町に編入される[1]。
- 1966年（昭和41年）3月30日 - 住居表示実施に伴い、栄二丁目に編入され消滅[1]。